# Carl von Essen
Carl Thure Henrik von Essen (Jönköping, 18 de octubre de 1940-Björnlunda, 11 de noviembre de 2021) fue un deportista sueco que compitió en esgrima, especialista en la modalidad de espada.
Participó en tres Juegos Olímpicos de Verano entre los años 1968 y 1976, obteniendo una medalla de oro en Montreal 1976 en la prueba por equipos. Ganó siete medallas en el Campeonato Mundial de Esgrima entre los años 1966 y 1978.

## Palmarés internacional
| Juegos Olímpicos   | Juegos Olímpicos   | Juegos Olímpicos  | Juegos Olímpicos   |
| Año                | Lugar              | Medalla           | Prueba             |
| ------------------ | ------------------ | ----------------- | ------------------ |
| 1976               | Montreal (Canadá)  | Medalla de oro    | Espada por equipos |
| Campeonato Mundial |                    |                   |                    |
| Año                | Lugar              | Medalla           | Prueba             |
| 1966               | Moscú (URSS)       | Medalla de bronce | Espada por equipos |
| 1969               | La Habana (Cuba)   | Medalla de bronce | Espada individual  |
| 1969               | La Habana (Cuba)   | Medalla de bronce | Espada por equipos |
| 1971               | Viena (Austria)    | Medalla de bronce | Espada por equipos |
| 1974               | Grenoble (Francia) | Medalla de oro    | Espada por equipos |
| 1975               | Budapest (Hungría) | Medalla de oro    | Espada por equipos |
| 1978               | Hamburgo (RFA)     | Medalla de bronce | Espada por equipos |